# Estatuto Autonómico Departamental de La Paz

Bandera del Departamento de La Paz

Mapa del Departamento de La Paz

Mapa del Departamento de La Paz

El Estatuto Autonómico Departamental de La Paz es la principal y la más importante norma institucional básica que rige a todo el Departamento de La Paz. El estatuto departamental define los derechos y deberes de todos los paceños y paceñas. Se encuentra plenamente reconocida y amparada por la Constitución Política del Estado de Bolivia. Así mismo, el estatuto autonómico establece también las funciones de las principales instituciones políticas del departamento, su financiación y hasta el alcance de sus competencias, definiendo de esta manera los diferentes procedimientos a través de los cuales el Gobierno Autónomo Departamental de La Paz desarrolla sus actividades y sus relaciones con el Estado Boliviano. El estatuto autonómico departamental de La Paz es de naturaleza rígida y su cumplimiento es estricto y de carácter obligatorio. El estatuto es similar a una pequeña constitución política pero a nivel departamental.

## Historia
Con la entrada en vigencia de la nueva Constitución Política del Estado mediante un referéndum constitucional llevado a cabo en enero del año 2009, cabe recordar que todos los Departamentos de Bolivia se pusieron a elaborar sus propios estatutos así como lo manda actualmente la constitución política del estado.

### Aprobación en Grande (2011)
Es así, como el estatuto departamental paceño comenzó a ser elaborado por Asamblea Legislativa Departamental de La Paz (ALDLP) en el año 2010 y fue finalizado casi más de un año después, cuando fue aprobado "En Grande" el 13 de junio de 2011. De ahí en adelante se procedió a su revisión minuciosa y en detalle antes de ser entregado al Tribunal Constitucional Plurinacional (TCP).

### Polémica por el Vicegobernador y los Subgobernadores
Mientras el estatuto se encontraba todavía en revisión a detalle, en el mes de diciembre del año 2012 surgió una polémica y un gran debate entre dos bandos. Desde el órgano ejecutivo departamental se señalaba que los subgobernadores deberían ser designados por el mismo Gobernador pues decían que la experiencia mostraba que esta es la mejor forma de mantener la gobernabilidad en el Departamento de La Paz, en cambio el otro bando planteaba que los subgobernadores deberían ser elegidos directamente mediante las urnas por el voto del pueblo paceño en elecciones, pues según los partidarios de esta última opción, esa sería la mejor manera de garantizar la legitimidad de un autoridad regional provincial (el subgobernador).
Así mismo se discutía también la figura de implantar un Vicegobernador junto a la elección del Gobernador, así como ya lo hicieron en otros Departamentos de Bolivia. Entre otros temas, el gobernador de ese entonces César Cocarico Yana (perteneciente al partido del MAS-IPSP) pidió a la Asamblea Legislativa Departamental reducir el número de asambleístas departamentales de 45 a solo 40, pues según Cocarico la gobernación paceña tiene cada año una importante erogación de recursos económicos (gastos) que representa el cubrir los salarios, los gastos administrativos y técnicos para el funcionamiento del Gobierno Departamental, pero la Asamblea rechazó su pedido.

### Aprobación en Detalle (2013)
Finalmente y después de 3 años, el estatuto paceño fue aprobado "En Detalle" por la Asamblea Legislativa Departamental de La Paz (ALDLP) el 12 de julio de 2013. Entre los nuevos detalles, el estatuto reconoce los idiomas castellano, el aimara y el quechua así como las lenguas originarias machajuyai-kallawaya, tacana, leco, mosetén, araona, chimán, ese ejja, puquina-uchumataku-urus-irohito, wayayachi-mollo y toromona.

## Composición
El Estatuto Autonómico Departamental de La Paz está compuesto por los siguientes títulos:
La estructura del actual Estatuto Autonómico Departamental de La Paz está conformada por seis partes (títulos), nueve capítulos y 157 artículos, los cuales son los siguientes:
- Introducción (Preámbulo)
- Título I : Bases Fundamentales del Gobierno Autónomo Departamental de La Paz
  - Capítulo I : Principios Políticos
  - Capítulo II : Principios Económicos
  - Capítulo III : Principios Sociales
  - Capítulo IV : Principios Educativos y Culturales
- Título II : Derechos, Deberes y Políticas Públicas
  - Capítulo I : Derechos y Deberes
  - Capítulo II : Políticas Públicas
    - Sección I : Equidad de Género, Generacional y de Personas en Situación de Discapacidad
    - Sección II : Desarrollo Humano
    - Sección III : Deporte y Recreación
    - Sección IV : Seguridad Ciudadana
- Título III : Estructura y Organización Funcional del Gobierno Autónomo Departamental de La Paz
  - Capítulo I : Órganos del Gobierno Autónomo Departamental de La Paz
  - Capítulo II : Asamblea Legislativa Departamental de La Paz
  - Capítulo III : Procedimiento Legislativo y Fiscalización
  - Capítulo IV : Órgano Ejecutivo Departamental de La Paz
  - Capítulo V : Suplencia y Revocatoria de Mandato
- Título IV : Competencias del Gobierno Autónomo Departamental de La Paz
- Título V : Organización Económica del Departamento de La Paz
  - Capítulo I : Disposiciones Generales
  - Capítulo II : Patrimonio, Bienes y Recursos Departamentales
  - Capítulo III : Administración Fiscal Departamental
  - Capítulo IV : Control Gubernamental
- Título VI : Planificación del Departamento de La Paz
  - Capítulo I : Planificación Departamental
  - Capítulo II : Desarrollo Productivo
    - Sección I : Lineamientos Generales
    - Sección II : Lineamientos Específicos
- Título VII : Madre Tierra y Recursos Naturales Renovables
  - Capítulo I : Pachamama - Cuidado y Protección
  - Capítulo II : Medio Ambiente
  - Capítulo III : Recursos Naturales Renovables
- Título VIII : Desarrollo Sectorial
  - Capítulo I : Recursos Naturales No Renovables
  - Capítulo II : Infraestructura Departamental
  - Capítulo III : Recursos Naturales Renovables
- Título IX : Información, Transparencia, Participación y Control Social [8]